# Victor Röhrich

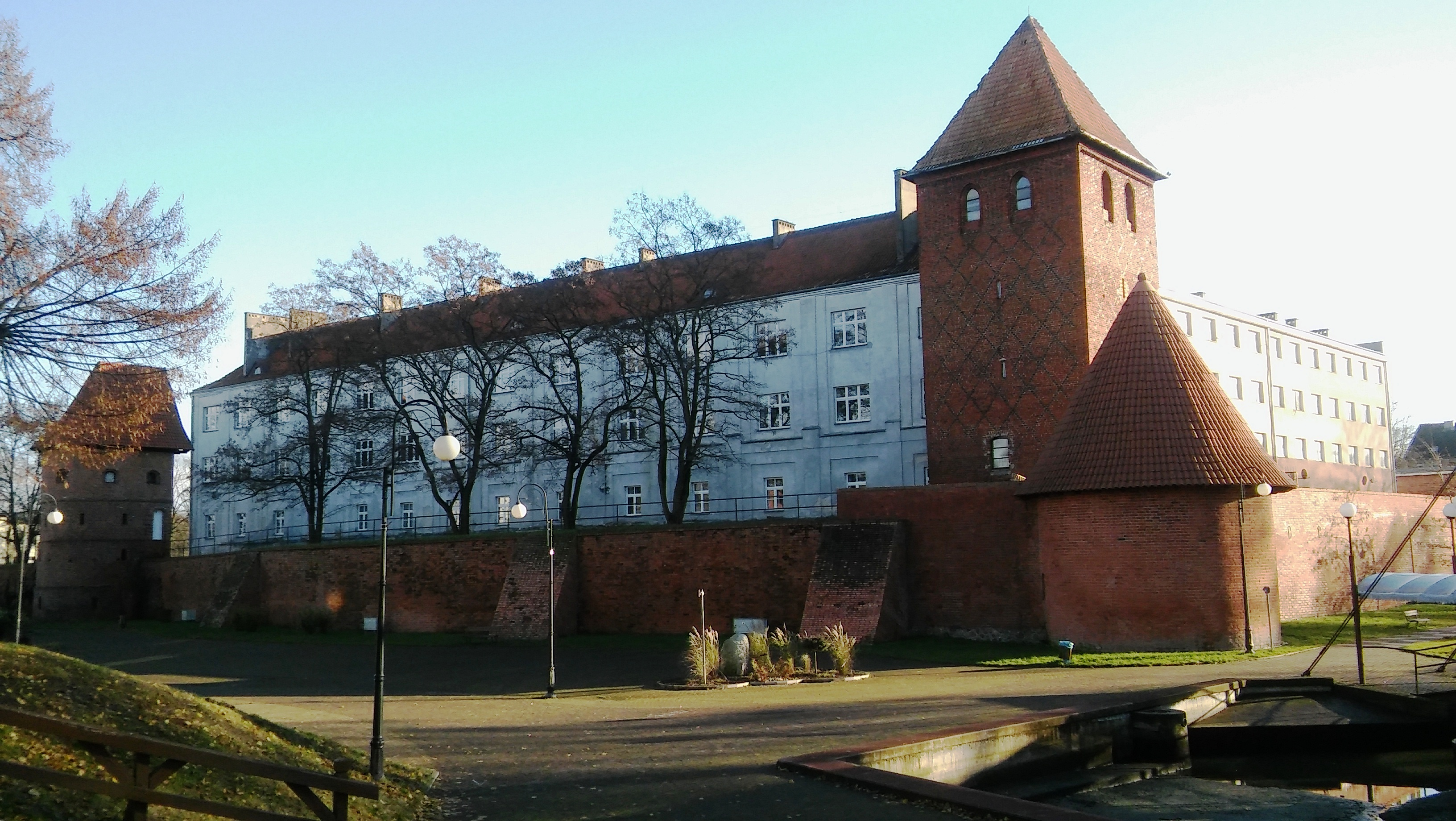
Liceum Hosianum w Braniewie, uczelnia, której Röhrlich dwukrotnie był rektorem

Victor (Wiktor) Röhrich (ur. 27 lipca 1862 w Pieniężnie w Prusach Wschodnich, zm. 27 czerwca 1925 roku w Braniewie) – niemiecki historyk, wykładowca akademicki i polityk w okresie Republiki Weimarskiej, członek Partii Centrum.

## Życiorys

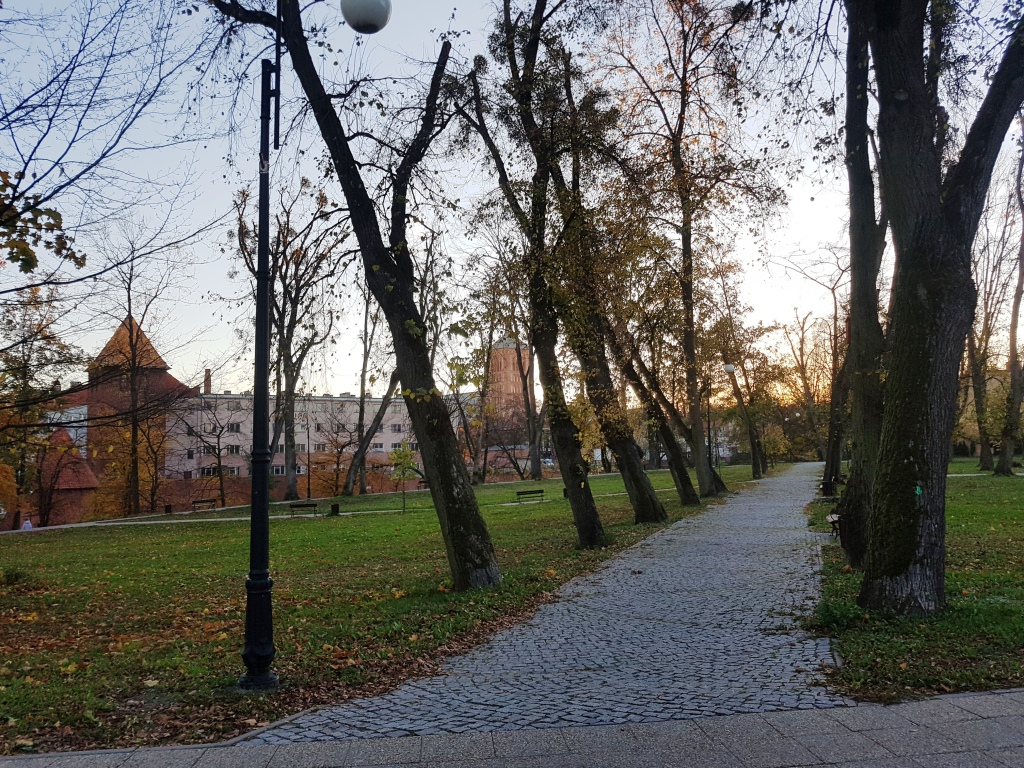
Były cmentarz św. Jana, na którym został pochowany (w tle uczelnia)

Victor Röhrich urodził się, wraz z piątką rodzeństwa, w rodzinie malarza i rymarza Franza Röhricha i jego żony Rosy z domu Klingenberg. W latach 1868–1874 uczęszczał do katolickiej szkoły męskiej w Pieniężnie (katholische Knabenschule). Następnie również w Pieniężnie uczęszczał w latach 1874–1876 do szkoły gehobene Knabenschule. Jego wyjątkowe zdolności skłoniły rodziców do posłania go od jesieni 1876 roku do renomowanego braniewskiego gimnazjum, które ukończył wraz ze zdaną maturą na Wielkanoc 1882 roku. Następnie studiował historię oraz germanistykę we Wrocławiu (1882–1884) oraz w Królewcu (1884–1886). 21 grudnia 1885 na Uniwersytecie Albertina w Królewcu zdał rigorosum, a 10 marca 1886 obronił rozprawę doktorską z wyróżnieniem (summa cum laude) i uzyskał stopień doktora filozofii. W 1887 zdał egzamin państwowy pro facultate docendi. Pracował jako nauczyciel w Tylży i w Reszlu. W 1891 roku został nauczycielem w Liceum Hosianum w Braniewie. Powierzano mu prowadzenie lekcji historii, języka niemieckiego, matematyki i języków klasycznych. Po śmierci profesora Bendera w grudniu 1893 roku zwolniła się katedra historii w Liceum Hosianum, którą po pewnych perturbacjach powierzono w końcu, od Wielkanocy 1894 roku, Röhrichowi, nadając mu tytuł profesora nadzwyczajnego. Już po dwóch latach został mianowany profesorem zwyczajnym. Dwukrotnie pełnił funkcję rektora uczelni (1908–1911 i od 1924 do śmierci), która została podniesiona do rangi Akademii Królewskiej (1912), a od 1919 funkcjonowała jako Akademia Państwowa.
W 1910 został odznaczony Orderem Orła Czerwonego IV klasy. 30 września 1916 została mu nadana przez króla Prus godność tajnego radcy (geheimer Regierungsrat) jako ostatniej osobie w historii braniewskich wykładowców, w Republice Weimarskiej takiego tytułu już nie przyznawano.
Victor Röhrich prowadził działalność zarówno naukową, jak i polityczną. Był autorem kilku publikacji poświęconych dziejom Warmii. W ramach serii „Monumenta Historiae Warmiensis” przygotował tom poświęcony gospodarce i kulturze. W 1894 roku został członkiem Warmińskiego Towarzystwa Historycznego. W latach 1915–1918 był prezesem stowarzyszenia.
Do ostatnich dni życia pozostawał aktywny, nawet w dniu śmierci pisał przy swoim biurku, kaligrafując, jak zawsze bardzo starannie, list do swego przyjaciela. Zmarł 27 czerwca 1925 roku około godziny dziesiątej rano na atak serca w swoim mieszkaniu położonym przy ul. Moniuszki. Pochowany został 1 lipca, obok innych wybitnych postaci, na średniowiecznym cmentarzu św. Jana w Braniewie. Żegnany był przez wielu profesorów, duchownych i znajomych; ceremonii pogrzebowej przewodził profesor braniewskiej uczelni ks. prof. Władysław Świtalski.

## Polityka
Victor Röhrich był członkiem partii Centrum i przewodniczącym tej partii w Braniewie. W 1919 z ramienia partii Centrum został wybrany posłem do Landtagu. Jednak sądząc po zapisach protokołów posiedzeń był on jako poseł mało aktywny. W 1921 dobrowolnie złożył mandat poselski.

## Życie prywatne
Victor Röhrich nigdy nie ożenił się.